# 시도역
시도역(일본어: 志度駅)은 일본 가가와현 사누키시에 위치한 시코쿠 여객철도 고토쿠 선의 철도역이다. 역 번호는 T19이며, 단선 · 섬식의 형태를 합친 2면 3선 구조의 복합 승강장을 갖춘 지상역이다.

## 타는 곳
| 1 | ■ 고토쿠 선 | 하행 | 산본마쓰 · 히케타 · 도쿠시마 방면               |
| 1 | ■ 고토쿠 선 | 상행 | 야시마 · 리쓰린 · 다카마쓰 방면 (일부)          |
| 2 | ■ 고토쿠 선 | 하행 | 산본마쓰 · 히케타 · 도쿠시마 방면               |
| 2 | ■ 고토쿠 선 | 상행 | 야시마 · 리쓰린 · 다카마쓰 방면                 |
| 3 | ■ 고토쿠 선 | 하행 | 산본마쓰 · 히케타 · 도쿠시마 방면 (일부의 보통) |
| 3 | ■ 고토쿠 선 | 상행 | 야시마 · 리쓰린 · 다카마쓰 방면 (일부의 보통)   |

## 이용 현황
| 승차 인원 추이 | 승차 인원 추이 |
| 연도           | 1일 평균       |
| -------------- | -------------- |
| 2008           | 1,087          |
| 2009           | 1,076          |
| 2010           | 1,009          |
| 2011           | 975            |

## 역 주변
- 국도 제11호선
- 사누키 시청
- 사누키 시립 시도 도서관
- 히라가 겐나이 기념관

## 인접 역
| 시코쿠 여객철도               | 시코쿠 여객철도 | 시코쿠 여객철도               |
| ----------------------------- | --------------- | ----------------------------- |
| T 20 사누키무레 다카마쓰 방면 | 고토쿠 선       | 오렌지타운 T 18 도쿠시마 방면 |